# Johannes Govertus de Man
Johannes Govertus de Man (Middelburg, 2 de maio de 1850 - Middelburg, 9 de janeiro de 1930 ) foi um botânico e zoólogo neerlandês.